# Badod
Badod è una suddivisione dell'India, classificata come nagar panchayat, di 11.764 abitanti, situata nel distretto di Shajapur, nello stato federato del Madhya Pradesh. In base al numero di abitanti la città rientra nella classe IV (da 10.000 a 19.999 persone).

## Geografia fisica
La città è situata a 23° 48' 08 N e 75° 49' 22 E.

## Società

### Evoluzione demografica
Al censimento del 2001 la popolazione di Badod assommava a 11.764 persone, delle quali 6.071 maschi e 5.693 femmine. I bambini di età inferiore o uguale ai sei anni assommavano a 2.081, dei quali 1.054 maschi e 1.027 femmine. Infine, coloro che erano in grado di saper almeno leggere e scrivere erano 7.442, dei quali 4.470 maschi e 2.972 femmine.